# Boulengerella lateristriga
Boulengerella lateristriga is een straalvinnige vissensoort uit de familie van de snoekzalmen (Ctenoluciidae). De wetenschappelijke naam van de soort is voor het eerst geldig gepubliceerd in 1895 door Boulenger.